# Moulin de la Saline
Le moulin de la Saline est un moulin à vent situé en région Bretagne, dans le département d'Ille-et-Vilaine, au nord de la commune de Cherrueix.
C'est un moulin de type tour en granit. Il se trouve à côté du moulin de la Colimassière et du moulin des Mondrins le long de la baie du mont Saint-Michel. Propriété de la commune, il est occupé par la Maison du Terroir et de la gastronomie.

## Historique
Comme les deux autres moulins de Cherrueix, ce moulin fait l’objet d’une inscription au titre des monuments historiques depuis le 7 septembre 1977.